# 桥南镇
桥南镇，是中华人民共和国陕西省渭南市临渭区下辖的一个乡镇级行政单位。

## 行政区划
桥南镇下辖以下地区：
桥南村、平和村、箭峪村、拾甲村、黑张口村、杨魏村、段李村、寺峪口村、西山口村、天刘村、曹峪口村、时家村、花园村、综合村、双马村、秦阳村、水泉村、代家村、畅家村、小峪寺村、长魏村、黎明村、阶子村、庙底村、岭东村、毛家村、双合村、岭西村、大寺村、烟村、常村、五渠沟村、箭坡村和清水河村。